# Данилівська сільська рада (Васильківський район)
| Данилівська сільська рада — орган місцевого самоврядування у Васильківському районі Київської області з адміністративним центром у с. Данилівка. Водоймища на території, підпорядкованій даній раді: річка Бобриця. Сільській раді підпорядковані населені пункти: - с. Данилівка - с. Бобриця - с. Кожухівка - с. Липовий Скиток |

## Склад ради
Рада складається з 24 депутатів та голови.

### Керівний склад ради
| ПІБ                       | Основні відомості                                                 | Дата обрання | Дата звільнення |
| ------------------------- | ----------------------------------------------------------------- | ------------ | --------------- |
| Бондаренко Любов Іванівна | Сільський голова, 1941 року народження, освіта, позапартійна      | 26.03.2006   | 31.10.2010      |
| Бец Василь Іванович       | Сільський голова, 1949 року народження, освіта вища, безпартійний | 31.10.2010   |                 |

Примітка: таблиця складена за даними джерела